# Lakewood (California)
Lakewood es una ciudad situada en el condado de Los Ángeles, California, Estados Unidos. Tiene una población estimada, a mediados de 2022, de 79 063 habitantes.
Construida como la comunidad planificada más grande de Estados Unidos a principios de la década de 1950, Lakewood ofreció viviendas accesibles a miles de veteranos de la Segunda Guerra Mundial y otras personas deseosas de vivir en vecindarios familiares.

## Historia
La fundación de la ciudad en 1954 no tuvo precedentes, pero el tipo de comunidad suburbana en la que se convirtió Lakewood no fue algo inesperado.
En la década de 1920 se habían pronosticado comunidades muy parecidas a Lakewood, cuando los reformadores sociales intentaron sacar a los trabajadores de las superpobladas viviendas y guetos étnicos de las grandes ciudades y trasladarlos a hogares unifamiliares suburbanos.
Durante los peores días de la Segunda Guerra Mundial, a todos los soldados se les prometió la oportunidad de vivir en una pequeña casa en un barrio suburbano.
A principios de febrero de 1950, Lakewood Park Corporation inició la construcción de 1400 hectáreas de tierras de cultivo, formando la que entonces era la comunidad planificada más grande del país.
En los años siguientes se construyeron miles de viviendas y un gigantesco centro comercial. Finalmente, en 1954, se concretó la fundación definitiva de la ciudad.

## Demografía
Según el censo de 2020, en ese momento la ciudad tenía una población de 82 496 habitantes. La densidad de población era de 3390.71 hab./km².
| Raza                   | Núm.   | Porc.  |
| ---------------------- | ------ | ------ |
| Blancos                | 30 991 | 37.57% |
| Afroamericanos         | 6846   | 8.30%  |
| Amerindios             | 887    | 1.08%  |
| Asiáticos              | 15 567 | 18.87% |
| Isleños del Pacífico   | 726    | 0.88%  |
| De otras razas         | 13 182 | 15.98% |
| De una mezcla de razas | 14 297 | 17.33% |

Del total de la población, el 35.74% son hispanos o latinos de cualquier raza.
Lakewood es predominantemente una comunidad unifamiliar y el 85 por ciento de sus unidades de vivienda son estructuras unifamiliares independientes.

## Economía
La base económica de la ciudad es principalmente comercial/minorista. Casi 3000 empresas están ubicadas en Lakewood.